# أشلاقيات نصفية
الأشلاقيات النصفية (الاسم العلمي: Hemiscylliidae)، فصيلة قروش من رتبة القرش السجادي. أعطانها في المياه الضحلة لمنطقة المحيط الهادئ الهندي الاستوائية.